# 潘式言
潘式言（1916年—1981年12月17日），江苏南汇（今属上海）人，中国政治人物，中国民主建国会中央委员会常务委员、江西省委员会主任委员，江西省政协副主席，第三届全国政协委员，第三、四、五届全国人大代表。

## 生平
1916年生于江苏省南汇县新场镇。1932年后在上海、福州的锯木厂做学徒、职员。后任江西泰和、南昌震华锯木厂协理、厂长等职务。1951年10月加入中国民主建国会。曾任南昌制材厂厂长，南昌市工商联副主任委员，江西省工商联主任委员，全国工商联常务委员，江西省人民委员会委员，江西省人大常委会委员，江西省第一、二、三、四届政协副主席等职。1981年12月17日在北京病逝。